# 고성군 (경상남도)의 지질

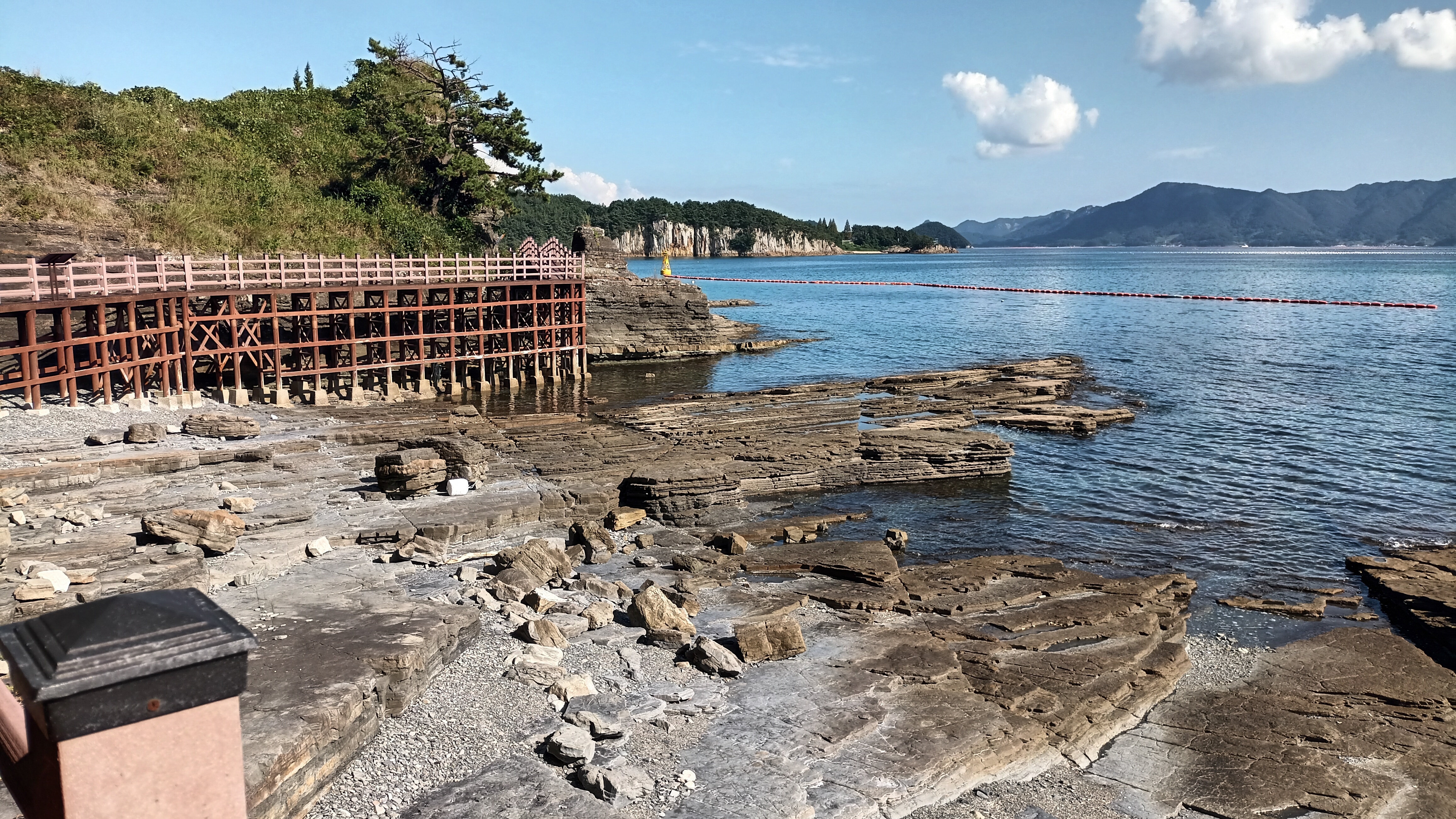
고성 덕명리 공룡과 새발자국 화석산지의 경상 누층군 진동층

본 문서에서는 대한민국 경상남도 고성군의 지질과 고성 덕명리 공룡과 새발자국 화석산지 등 지질유산에 대해 설명한다.

## 개요
경상남도 고성군은 중생대 백악기의 퇴적 분지 경상 분지의 남부에 위치하며 지질은 백악기의 퇴적암 지층 하양층군, 화산암 지층 유천층군과 이를 관입한 백악기 화강섬록암으로 구성된다. 경상 누층군 진동층 상에는 고성 덕명리 공룡과 새발자국 화석산지 등 공룡 발자국 화석이 나타난다. 1:5만 지질도 상으로 
- 사천 지질도폭(1969) 남동부 (영오면 남서부, 영현면, 상리면 북부)[3]
- 진동리 지질도폭(1963) 남서부 (영오면 북동부, 개천면, 구만면, 회화면, 마암면, 대가면, 동해면)[4]
- 삼천포 지질도폭(1983) 북동부 (상리면 남부, 하일면, 하이면, 삼산면 서부)[5]
- 충무 지질도폭(1983) 북서부 (고성읍, 삼산면 중·동부, 거류면)[6]

에 해당한다.

## 경상 누층군하양층군진동층
진동층(鎭東層, Jindong Formation)은 경상남도 창원시 마산합포구 진동면을 표식지로 하여 대구광역시에서 창원시를 지나 남해군까지 분포하는 하양층군의 최상부 지층으로 다수의 공룡 발자국 화석이 발견된다.
사천 지질도폭(1969)에 의하면 회색 내지 암회색 사질셰일, 셰일로 구성되며 정상적인 진동층은 영현면 영부리 동산(306 m) 주변에 협소하게 남아 있고 나머지는 대부분 혼펠스화되었다. 회색의 혼펠스는 풍화에 대한 저항력이 강해 대개 험준한 산지를 형성한다. 지층의 주향은 북동 40°, 경사는 남동 15° 정도이다. 고성군 상리면 오산리, 영현면 봉발리, 영부리, 대법리 지역에 분포한다.
삼천포 지질도폭(1983)에 의하면 회색, 암회색, 회녹색의 사질셰일과 셰일 및 사암으로 구성되며 대부분이 혼펠스화되었다. 하위의 함안층을 정합으로 덮고 진동층 상부에 정합적으로 놓이는 지층이 없어 전체 두께는 알 수 없으나 확인된 두께는 1,000 m 이상에 달한다. 고성군 하이면 와룡리, 덕명리, 하일면의 대부분 지역, 상리면 중부 오산리, 척번정 지역에 분포한다.
충무 지질도폭(1983)에 의하면 주로 흑색, 암회색 셰일 및 사암으로 구성되며 담회색, 회록색의 처트질셰일을 상부에 협재한다. 대부분 호상 층리가 발달하며 층리면에서 건열과 연흔이 관찰되고 고성군 거류면 소재 거류산 동쪽의 산록에서는 공룡의 발자국 화석이 관찰된다. 상위에 놓이는 유천층군 고성층과의 경계는 면화산 남쪽 산복에서 두께 2 m 내외의 응회질역암을 경계로 뚜렷한 차이를 보이나 대부분 지역에서 점이적인 관계를 보여준다. 화강섬록암질암류 관입을 받아 혼펠스화된 곳도 있으며 이러한 곳에서는 보다 높은 지형을 이룬다. 고성군 고성읍 북부, 거류면, 동해면, 광도면 북부 등지에 분포된다.

### 고수류 기록 - 염호
고성군 하이면 덕호리와 덕명리 지역에 분포하는 하부 진동층에서 양방향성 고수류(古水流) 퇴적 기록이 확인되었다. 양방향성의 고수류 기록은 서로 반대되는 방향의 수류가 나타나는 조간대(潮間帶) 지역 퇴적층의 특징적인 퇴적 구조이다. 그러나 이것만으로 진동층의 퇴적 중에 (해수에 의한) 밀물과 썰물의 영향이 있었다고 할 수 없는 것이, 경상 분지 자체가 육성 퇴적 분지이며 진동층을 포함 전 경상 누층군 중에서 해성 환경을 지시하는 화석이 발견된 적도 없다. 이에 대해 연구진들은 진동층에 발달한 양방향성의 고수류 기록은 호주의 에어호 퇴적층에 발달한 양방향성 고수류 기록과 유사한 기원으로 해석하였고, 진동층의 퇴적 당시 분지 특성이 에어호와 유사한 것으로 추론하였다. 이로부터 백악기 후기 경상 분지 내에 염호(鹽湖)가 발달했음을 알 수 있으며, 경상 누층군 퇴적암이 분포하는 지역의 심부 지하수에서 석고(石膏) 등의 증발암 광물과의 반응이 나타난 현상이 확인되는 것은 경상 분지 내에 염호가 발달했음을 지시한다. 따라서 지하 깊숙한 곳의 진동층에는 호수 중심부에서 퇴적된 증발암층이 두껍게 형성되어 있었을 가능성이 매우 높은 것으로 추정하였다.

### 고성 덕명리 공룡과 새발자국 화석산지
고성 덕명리 공룡과 새발자국 화석산지(固城 德明里 恐龍과 새발자국 化石産地))는 중생대 백악기 공룡 발자국 화석산지로 양적으로나 다양성에 있어서 세계적으로 손꼽히는 곳이며, 중생대 새발자국 화석지로는 세계 최대이다. 덕명리 해안의 공룡 발자국 화석은 1982년 1월 29일 양승영에 의해 처음 발견되었고 이후의 정밀 조사를 통해 13개 산지 32개 층준에서 약 360개의 발자국 화석이 발견되었다.
경상 누층군 진동층이 분포하는 덕명리 화석산지는 건열과 연흔 등 다양한 퇴적구조를 보이며, 1억 2천만년 전 생물의 생활흔적이 많이 나오고 있어, 공룡의 생활상, 자연환경, 퇴적환경, 해륙분포, 새의 진화과정 등을 알 수 있는 학술적으로 귀중한 화석지이다. 또한 이곳은 기암괴석, 바닷물에 깎여 생긴 해식동굴 등 해안의 경치 또한 뛰어난 곳이다. 고성 덕명리의 고생물 화석산출지는 과거 생물의 생활 흔적뿐 아니라 자연경치가 뛰어나고 가치가 크므로, 천연기념물로 지정하여 이를 보존하고 있다.
국도 제77호선 월흥사거리에서 남쪽으로 내려가 상족암군립공원 주차장(도로명주소: 고성군 하이면 덕명5길 53-11) 남서쪽 해안으로 나 있는 나무데크길을 따라가면 아래 사진과 같이 진동층을 볼 수 있으며 상족몽돌해수욕장과 고성공룡박물관으로 이어진다. 
고성 덕명리 공룡과 새발자국 화석산지
- 화석산지 안내판. 상족암군립공원 오토캠핑장에서 남서쪽으로 간다.
북위 34° 54′ 36.7″ 동경 128° 09′ 19.0″ / 북위 34.910194°  동경 128.155278°
- 진동층
북위 34° 54′ 31.5″ 동경 128° 09′ 18.4″ / 북위 34.908750°  동경 128.155111°
- 진동층
북위 34° 54′ 30.9″ 동경 128° 09′ 17.7″ / 북위 34.908583°  동경 128.154917°
- 진동층
북위 34° 54′ 30.7″ 동경 128° 09′ 17.1″ / 북위 34.908528°  동경 128.154750°
- 화석산지 안내판
북위 34° 54′ 30.6″ 동경 128° 09′ 17.1″ / 북위 34.908500°  동경 128.154750°
- 나무데크길 밑에 드러난 진동층
북위 34° 54′ 30.1″ 동경 128° 09′ 16.0″ / 북위 34.908361°  동경 128.154444°
- 진동층
북위 34° 54′ 30.0″ 동경 128° 09′ 16.0″ / 북위 34.908333°  동경 128.154444°
- 진동층의 건열 구조
북위 34° 54′ 28.5″ 동경 128° 09′ 15.8″ / 북위 34.907917°  동경 128.154389°
- 진동층의 공룡 발자국
북위 34° 54′ 27.3″ 동경 128° 09′ 15.0″ / 북위 34.907583°  동경 128.154167°
- 병풍바위 주상절리 안내판
북위 34° 54′ 26.2″ 동경 128° 09′ 15.7″ / 북위 34.907278°  동경 128.154361°
- 암맥(Dyke) 표지판
북위 34° 54′ 26.2″ 동경 128° 09′ 15.8″ / 북위 34.907278°  동경 128.154389°
- 진동층을 관입한 암맥
북위 34° 54′ 26.2″ 동경 128° 09′ 15.8″ / 북위 34.907278°  동경 128.154389°
- 안내판과 병풍바위
북위 34° 54′ 25.6″ 동경 128° 09′ 15.7″ / 북위 34.907111°  동경 128.154361°
- 진동층
북위 34° 54′ 25.6″ 동경 128° 09′ 15.5″ / 북위 34.907111°  동경 128.154306°
- 연흔 구조
북위 34° 54′ 26.2″ 동경 128° 09′ 14.7″ / 북위 34.907278°  동경 128.154083°
- 진동층
북위 34° 54′ 26.2″ 동경 128° 09′ 14.7″ / 북위 34.907278°  동경 128.154083°
- 진동층
북위 34° 54′ 26.2″ 동경 128° 09′ 14.6″ / 북위 34.907278°  동경 128.154056°
- 진동층 파식대
북위 34° 54′ 26.2″ 동경 128° 09′ 13.1″ / 북위 34.907278°  동경 128.153639°
- 진동층
북위 34° 54′ 25.8″ 동경 128° 09′ 11.2″ / 북위 34.907167°  동경 128.153111°
- 진동층 층리 구조
북위 34° 54′ 19.8″ 동경 128° 09′ 07.6″ / 북위 34.905500°  동경 128.152111°
- 상족암에서 고성공룡박물관 가는 길
북위 34° 54′ 17.0″ 동경 128° 09′ 06.3″ / 북위 34.904722°  동경 128.151750°
- 상족암
북위 34° 54′ 16.6″ 동경 128° 09′ 05.9″ / 북위 34.904611°  동경 128.151639°
- 건열 구조
북위 34° 54′ 16.3″ 동경 128° 09′ 06.6″ / 북위 34.904528°  동경 128.151833°
- 용각류 공룡 발자국
북위 34° 54′ 17.2″ 동경 128° 09′ 06.7″ / 북위 34.904778°  동경 128.151861°
- 해식동굴
북위 34° 54′ 16.1″ 동경 128° 09′ 07.0″ / 북위 34.904472°  동경 128.151944°
- 해식동굴 내부
북위 34° 54′ 15.6″ 동경 128° 09′ 07.9″ / 북위 34.904333°  동경 128.152194°
- 진동층
북위 34° 54′ 15.9″ 동경 128° 09′ 04.5″ / 북위 34.904417°  동경 128.151250°
- 진동층
북위 34° 54′ 16.1″ 동경 128° 09′ 04.8″ / 북위 34.904472°  동경 128.151333°
- 진동층
북위 34° 54′ 16.5″ 동경 128° 09′ 04.3″ / 북위 34.904583°  동경 128.151194°
- 용각류 공룡 발자국 안내판과 진동층
북위 34° 54′ 17.0″ 동경 128° 09′ 07.1″ / 북위 34.904722°  동경 128.151972°

### 계승사
고성군 영현면 대법리 계승사(도로명주소: 고성군 영현면 대법3길 236) 내에는 진동층이 분포하며 계승사 대웅전의 뒤를 병풍처럼 둘러싸고 있다. 이곳의 진동층은 혼펠스질이고 엽층 내지 박층으로 교호하는 이암과 세립사암 내지 실트스톤, 판상 내지 사엽층리가 발달한 세립사암 내지 실트스톤으로 구성되어 있다. 부분적으로 드러난 진동층의 성층면에 연흔과 우흔, 공룡 발자국 화석, 건열, 무척추동물의 생흔 화석 등이 드러나 있어 2006년 천연기념물 제475호로 지정되었다.

### 옥천사 계곡

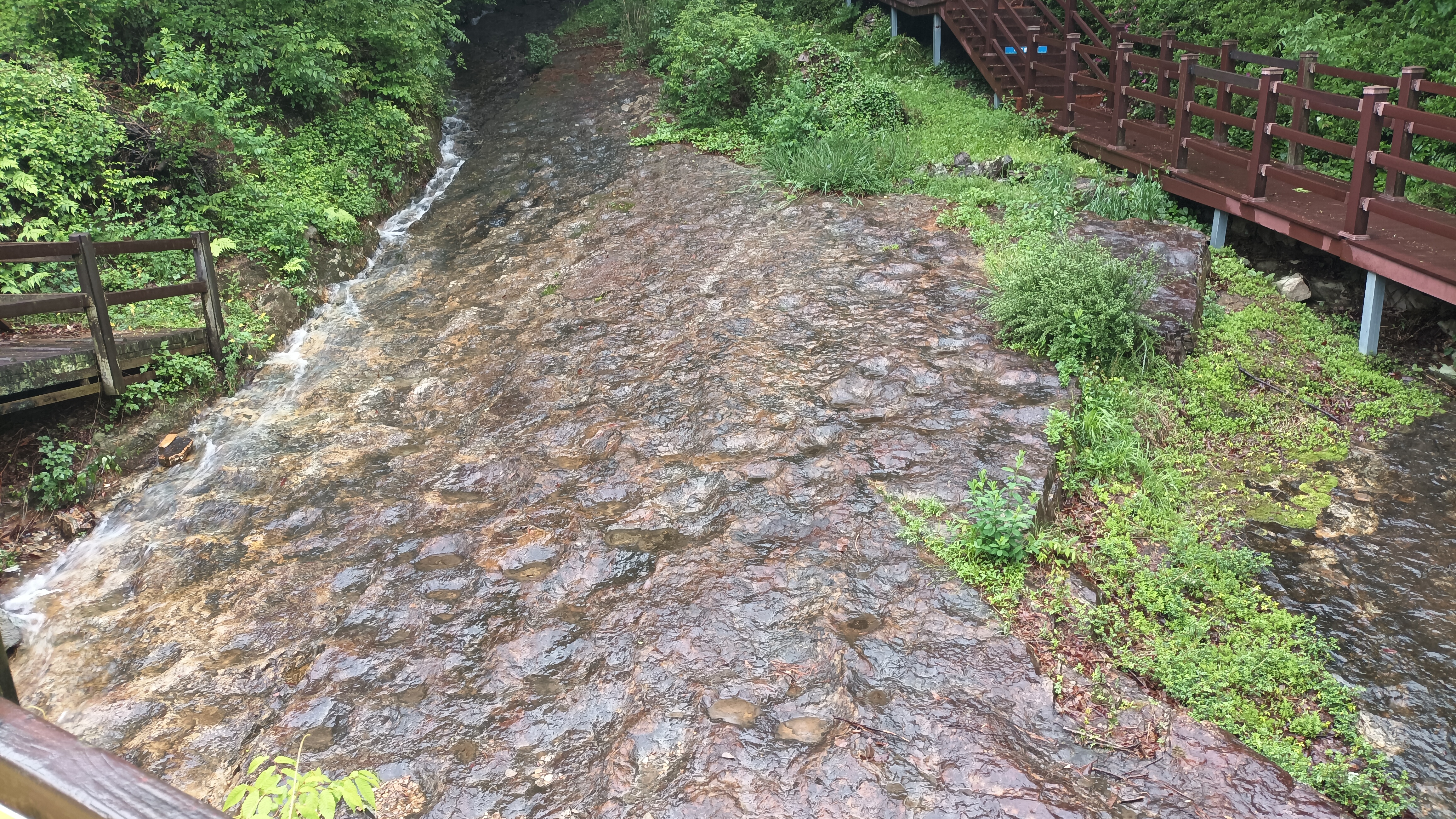
공룡발자국 화석

고성군 개천면 북평리 옥천사 계곡 주차장(연화산도립공원 주차장, 도로명주소: 고성군 개천면 연화산1로 561-22 북서)에 드러난 진동층에는 주차장 옆 계곡의 진동층 암반에 공룡발자국 화석이 있고 안내판이 있다.

### 기타 지질유산
고성군 하일면 용태리 산 335-5 (N 34°56'33.18", E 128°13'08.58")에는 진동층 최상부 층준이 드러나 있다. 진동층 상에는 연흔과 건열 그리고 중형 용각류의 것으로 여겨지는 공룡 발자국 화석이 관찰된다. 파도와 조석에 의해 침식되어 보존 상태는 좋지 못하다.
고성군 하일면 용태리 산 29-1 (N 34°56'44.54", E 128°13'23.25")에는 진동층과 고성층의 부정합 경계가 드러나 있다. 본 지역에서는 1~5 cm 크기의 원마도가 양호하고 분급이 불량한 안산암, 자색과 암회색 이암 등 다양한 역으로 구성된 역암층이 관찰되며 이는 하위 진동층의 암회색 세립질 사암 및 실트스톤과 불규칙한 경계면으로 접한다. 이 불규칙한 기하의 침식 구조는 부정합임을 암시한다.
- 화석산지 표지판. 그러나 화석산지로 들어가는 길은 없다.

## 경상 누층군유천층군고성층

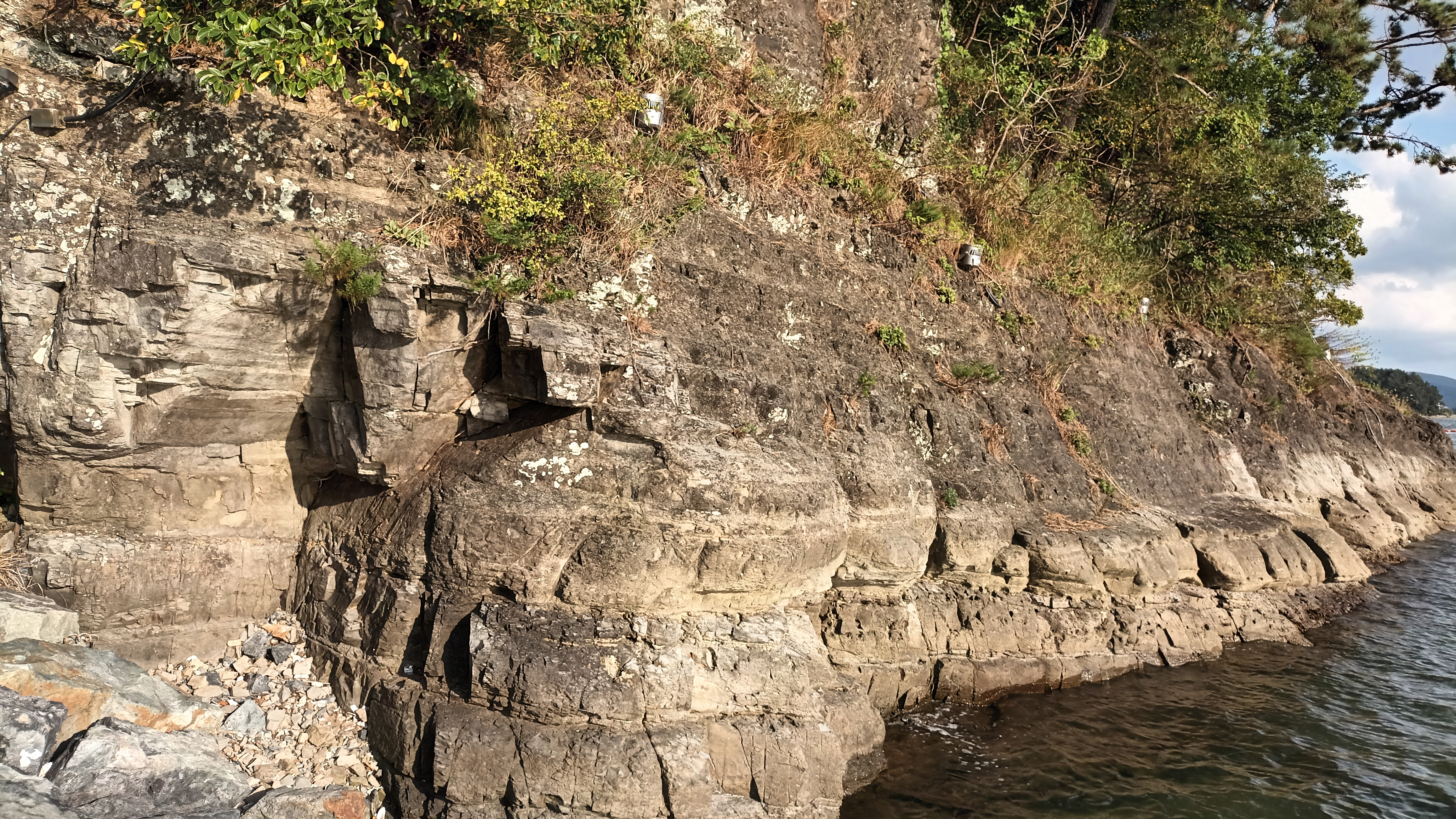
경남 고성군 고성읍 신월리 해안가의 고성층

고성층(Kgos; Kyeongsang supergroup Yuchoen group Goseong formation, 固城層)은 대한민국 경상 분지 내 경상남도 고성군 남동부의 고성읍, 삼산면과 거류면의 거류산(571.7 m), 면화산(413.7 m), 통영시의 도산면 서부 지역에 접시 모양의 향사 구조로 분포하는 경상 누층군 유천층군의 최하부 지층이다. 최소 650 m 이상의 두께를 가지는 고성층은 경상 누층군 하양층군 최상부 진동층을 평행 부정합으로 덮고 있으며, 유천층군 안산암류와 불국사 화강암류에 의해 피복 또는 관입당해 있다. 고성층은 암상에 따라 녹회색의 응회질사암, 역암, 이암, 붉은색의 응회질 사질이암 등으로 구성되는 하부, 붉은색이 우세한 사암과 사질이암으로 구성되는 중부, 녹회색 내지 암회색의 세립질사암, 역암, 적색 사질이암이 주로 나타나는 상부로 구분된다. 고성층의 상한은 주 분포지 중앙부의 최상부 응회암층으로 인지된다. 고성층 하부의 데사이트질 응회암에서 추출한 쇄설성 저어콘의 U-Pb SHRIMP 연대측정 결과는 92.1±3.2 Ma를 보여 고성층의 퇴적은 약 9200만 년 전 시작되었으며, 고성층 상부에 협재되는 데사이트질 화산회 응회암(N 34°57'51.28", E 128°15'59.11")과 고성층을 피복하는 안산암질 화산회 응회암(N 34°58'01.88", E 128°16'09.73")에 대해 실시한 저어콘 U-Pb 절대연령측정 결과는 각각 약 89.1±0.4 Ma와 약 85.0±0.3 Ma 를 보여 고성층의 퇴적이 85 Ma 이전에 종결된 것을 지시한다.

### 서와리활성단층
2017년 고성군 고성읍 서외리 도로공사현장 절개사면(N 34°58'38.75", E 128°19'08.02")에서 제4기 지층과 고성층을 절단하고 있는 단층이 보고되었다. 이 단층은 경남 남해권에서 최초로 보고된 제4기 단층이며, 백악기 고성층과 그 상위의 제4기층을 절단하는 역이동성 단층이다. 현재 본 노두는 방치되어 있어 일반인이 인지하기 어렵다. OSL 연대측정을 통해 얻어진 제4기 지층 하부의 연대는 제4기 지층의 상부까지 절단하고 있는 단층의 최후기 단층 활동이 적어도 61~60 ka, 약 6만년 이후임을 지시한다. 단층의 실제 최소 수직 변위와 실제 변위량은 각각 1.61 m와 2.17 m이며, 이 변위를 한 번의 지진 활동에 의한 것이라 가정하고 최대변위-모멘트 지진규모의 경험식에 적용하면 모멘트 지진규모(Mw)는 6.7 정도로 추정할 수 있다.

### 노두
이윤성 외(2018)는 고성층을 조사하고 거류면의 거류산 일대에서 기저 역암으로 판단되는 역암층이 흔히 관찰되었고, 두 지층 사이의 자세 변화가 인지되지 않는 점을 근거로 진동층과 고성층의 경계를 평행 부정합으로 해석하였다. 또한 두 매의 단층이 북서 방향의 쇄설성 암맥을 절단하는 하일면 용태리 해안 노두(N34°56'28.99", E128°13'40.36")와 고성층을 절단하는 남-북 방향의 단층이 발달한 삼산면 장치리 해안 노두(N34°56'28.09", E 128°14'13.69")를 발견하였다.
고성군 삼산면 삼봉리 산 102 (N 34°56'24.40", E 128°15'10.05", N 34°56'20.72", E 128°15'12.80")에 드러난 고성층은 주로 붉은색 이암, 사암, 역질사암, 응회암 등으로 구성되고 붉은색 사암층에는 응회암이 약 10 cm 두께로 여러 매 협재한다. 지층 내에 측방 연속성이 좋은 산성의 유문암질 응회암이 2~5 m 두께로 수 매 협재하여 고성층의 건층(key bed) 역할을 한다. 화산화 응회암에서 분리된 저어콘의 U-Pb 연대측정 결과는 92~89 Ma이다.
고성군 고성읍 신월리 산 10-7 (N 34°57'20.25", E 128°19'32.17")에 드러난 고성층은 주로 회색 이암, 사암, 역질사암 등으로 구성되고 석회질이암이 협재된다. 사암층에는 응회질사암이 10 cm 두께로 여러 매 협재된다. 이곳에는 서북서 방향이 우세하고 약 10 cm 내외의 수직 변위를 보이는 점완형 성장 단층과 (서)북서 방향이 우세한 쇄설성 암맥들이 다수 발달한다. 단층과 미고결 퇴적물이 액상화되어 인장단열을 따라 주입된 쇄설성 암맥들은 본 지역 일원에서 발생한 단층 혹은 화산 활동에 의해 유발한 지진동의 기원으로 형성된 것으로 보인다.
고성군 고성읍 월평리 일대(N 34°56'17.16", E 128°20'22.20")의 해안가를 따라 약 3 km 에 걸쳐 고성층이 분포한다. 간조 시에 관찰이 가능한 이곳의 고성층은 주로 붉은색 이암, 사암, 역질사암, 응회암 등으로 구성되고 중성 암맥의 관입을 받았다. 이곳의 붉은색 이암층에서 공룡 알 화석과 거북알 화석이 산출되었고, 녹회색의 사질이암에서는 뿔 공룡의 아래턱뼈 화석이 산출되었다. 현재는 발굴되어 현장에 없다.

## 경상 누층군유천층군주산안산암질암
고성군 대가면의 성지산(456 m), 대가면 송계리, 갈천리, 양화리, 백운산(483 m), 학남산(550 m), 천왕산(582 m), 봉화산(352 m), 대곡산(530 m), 송구산(526 m) 지역에는 안산암인 주산안산암질암이 사각형 모양으로 분포하며 진동층을 관입하거나 단층으로 접촉하며 화강섬록암에 의해 관입당했다. 육안상 회녹색을 띠며 각력과 반정(斑晶)을 포함하고 두께는 500 m 이상으로 추정된다.

## 백악기 화성암

### 백악기 화강섬록암
백악기 화강섬록암은 경상 누층군을 관입하였고 고성군 하이면 월흥리 등지에 소규모로 분포한다. 화강섬록암은 관입당한 암석에 접촉변성작용을 가하였으며 특히 함안층과 진동층과의 접촉부에서는 모든 퇴적암을 혼펠스로 변성시켰다. 이들 사이의 접촉면은 뚜렷하게(Sharp contact) 나타나며 열변성에 의한 접촉변성륜(Contact meta-morphic aureole)이 형성되어 있다. 화강섬록암은 광화작용과 특히 밀접한 관련이 있어 많은 철, 동, 금, 은, 광상을 형성시키기도 한다. 주요 구성 광물은 정장석, 미사장석, 사장석, 석영과 흑운모 등이고 부성분광물로 각섬석, 녹니석, 백운모, 견운모, 저어콘, 연회석 등이다. 각섬석이 많은 곳에는 자철석이 다량으로 수반되기도 한다.

### 불국사 화강암화강섬록암질암류
불국사 화강암 화강섬록암질암류는 불국사 화강암의 일부로 통영시와 거제시 일대에 분포하며 고성군 내에서는 고성군 고성읍 월평리, 율대리 일대에 암주(巖柱) 형태로 분포한다. 이 암석은 경상 누층군 하양층군과 유천층군을 관입하여 이들 퇴적암을 열변질시켰다.  화강섬록암질암류는 각각의 암주마다 연변부와 중심부를 따라 광물 조성과 조직의 차이가 있고 다양한 암상을 보인다. 고성읍 월평리~은월리 간 지역은 평탄한 지형을 이루고 판상 절리가 잘 발달한다. 화강섬록암인 곳에서는 담회색 내지 회백색을 띠며 소규모 암체에서는 회록색을 띠기도 한다. 주로 사장석, 정장석, 석영, 각섬석으로 구성되고 흑운모, 자철석이 수반되며 백운모, 인회석이 소량 함유된다.

## 광산과 지하자원

### 금정산 광산
금정산 광산(琴井山鑛山)은 고성군 마안면 도전리 서남방 3 km 지역의 금정산(350 m) 지역에 위치한 광산으로 광상은 경상 누층군 진동층의 상부 처트층에 형성된 주향 북서 5~10°, 경사 남서 45° 방향의 단층파쇄대를 충전한 석영맥으로 맥폭은 3 m 이상, 연장은 150 m 정도이다.

### 화전창원광산
화전창원광산(禾田昌原鑛山)은 고성군 회화면과 창원시 마산합포구 진전면의 경계에 위치한 광산으로 광맥은 남-북 주향의 수직 단층을 따라 충전한 열수 광상으로 맥폭은 노두에서 30~50 cm 이나 밑으로 내려가면 빈약해지며 첨멸한다.

### 낙동광산
낙동광산(洛洞鑛山)은 고성군 구만면 효락리 낙동마을 동측 계곡에 위치한 광산으로 경상 누층군 진동층을 관입한 화강섬록암 중에 형성된 단층의 열극에 배태되는 열수 광상이다. 광맥의 주향은 북서 6°, 경사는 북동 68° 이며 석영맥에 수반되어 황동석, 황철석, 방연석 등이 산출된다.

### 대성광산
대성광산은 고성군 개천면 예성리 하물리 지역에 위치한 광산으로 경상 누층군 진동층 상부 처트층 내 열극을 충전한 맥상 광체이다. 적철석을 약간 함유하는 자철석으로 구성되며 맥폭은 수 센티미터~최대 0.5 m 이고 연장은 5~6 m에 불과하다.

### 봉발광산
봉발광산은 고성군 영현면 봉발리 봉두산(311 m) 동측 추계리 저수지 상안에 위치한 구리 광산으로 경상 누층군 진동층 혼펠스 내 열극을 충전한 맥상의 석영맥 광상이다. 석영맥은 남-북 주향에 서측으로 80° 경사하며 폭은 30~60 cm 이다. 황동석이 산출된다.

### 기타
고성군 대가면 갈천리 송구산(526 m) 남측의 주산안산암질암 내에 함금(含金) 석영맥이 남-북 주향으로 발달하는 노두가 있다. 고성군 개천면 연화봉 동북쪽 진동층 혼펠스 내에 북서 30°주향에 수직 경사하는 철 광상이 발달한다. 맥폭은 최대 3 m 이며 적철석이 산출된다.

## 같이 보기
- 한국의 지질
- 통영시의 지질
- 진주시의 지질
- 사천시의 지질
- 하동군의 지질
- 창원시의 지질
- 거제시의 지질
- 부산광역시의 지질
- 울산광역시의 지질
- 대구광역시의 지질
- 고성공룡박물관
- 고성군 (경상남도)